# Alive! (Omnia)
Alive! is een muziekalbum van de Nederlandse pagan-folkband Omnia. Het werd op 3 augustus 2007 uitgebracht door Pagan Scum Records. Jenny en Steve Evans-van der Harten verzorgden de muzikale productie.
De heksenscène uit Shakespeares Macbeth, The Raven van Edgar Allan Poe en een gedicht van Lewis Carroll werden voor dit album in muziek omgezet. Allan Lee ontwierp het artwork.

## Nummers
1. "Wytches Brew"
2. "The Raven"
3. "Alive!"
4. "Were you at the Rock?"
5. "Richard Parker's Fancy"
6. "The Elven Lover"
7. "SatyrSex"
8. "Equinox"
9. "Fairy Tale"